# Les Fées Hilares
 (octobre 2021).
Les Fées Hilares est un duo d'auteures de nombreux jeux de société. Le duo est composé de Marie Chaplet et Steffanie Yeakle. Elles sont principalement connues pour leurs jeux pour enfants et pour leurs jeux d'action. Leur ludographie s'élève à une soixantaine de jeux.

## Ludographie
- Barbecue Party, 2012, Goliath
- Trap'Tartines, 2013, Splash Toys, Grand Prix du Jouet Jeu d'Action 2013[4]
- Blanche Neige, 2013, Jeux Nathan
- Aladin, 2013, Jeux Nathan
- Pirouette Cacahuète, 2013, Jeux Nathan
- Une Souris Verte, 2013, Jeux Nathan
- Splash Lama, 2014, Splash Toys
- Malo Chiko, 2014, Splash Toys
- Le jeu du Prince de Motordu, 2014, Jeux Nathan, Grand Prix du Jouet Jeu Éducatif 2014[5]
- Boucle d'Or, 2014, Jeux Nathan
- Au Loup !, 2014, Jeux Nathan
- Paul et la Lune, 2015, Haba
- Chatastrophe, 2015, Jeux Nathan
- Les Vacances de Mouk, 2015, Jeux Nathan
- Shanghai Mahjong[6], 2015, Splash Toys
- Le jeu qui rend super happy même les jours pourris, 2015, Jeux Nathan
- Au feu les pompiers, 2015, Jeux Nathan
- La revanche du Chaperon Rouge, 2015, Jeux Nathan
- Frutti Frutti, 2016, Splash Toys
- Dino Stars, 2016, Jeux Nathan
- Trop Chou, 2016, Jeux Nathan
- Le Prince de Motordu : Le Jeu de Cartes, 2016, Jeux Nathan
- Fête de Famille, 2016, Deux Coqs d'Or
- Lièvres contre Tortues, 2016, Jeux Nathan
- Les 3 Petits Cochons, 2016, Jeux Nathan
- Les p'tits Bateaux, 2017, Jeux Nathan
- RécréAction Dinos, 2017, Cartamundi (en)
- RécréAction Corps, 2017, Cartamundi (en)
- RécréAction Monuments, 2017, Cartamundi (en)
- RécréAction Animaux, 2017, Cartamundi (en)
- Dis Pourquoi, 2017, Deux Coqs d'Or
- Disparition à Paris,[7] 2017, Deux Coqs d'Or
- Dis Pourquoi C'est Pas Sorcier 2018, Deux Coqs d'Or
- Jeu de Cartes Astérix, 2018, Deux Coqs d'Or
- Jeu de cartes Lou !, 2018, Deux Coqs d'Or
- Disparition à Londres, 2018, Deux Coqs d'Or
- La Méga Boîte spécial animaux, 2018, Deux Coqs d'Or
- Surprise au Poulailler, 2019, Jeux Nathan
- Minibox Maxifun 100% Humour, 2019, Deux Coqs d'Or
- Minibox Maxifun Soirée Pyjama, 2019, Deux Coqs d'Or
- Cache-Quatre, 2019, Auzou
- Jungle Zig Zag, 2019, Auzou
- Détective Charlie, 2020, IELLO/LOKI (scénaristes)
- Sel ou Piment ?, 2020, Jeux Nathan
- 1,2,3.... Tomate !, 2020, Jeux Nathan
- Disparition à Venise, 2020, Deux Coqs d'Or
- Gym Challenge, 2021, Janod
- Farm Fun, 2021, Janod
- Jungle Pictures, 2021, Janod
- Chasse au Trésor Histoire, 2021, Janod
- Chasse au Trésor Mythologie, 2021, Janod
- Speedy Rocket, 2021, Janod
- Lovely Woods, 2021, Janod
- Pasta Mania, 2021, Janod
- Team Story, 2021, IELLO/LOKI
- Magic Market, 2021, IELLO/LOKI
- Détective Charlie part en vacances, 2022, IELLO/LOKI (scénaristes)
- L'énigme des Vacances, le Jeu, 2022, Jeux Nathan
- Disparition à Versailles, 2022, Deux Coqs d'Or
- Labyrintus Pirates, 2022, Janod
- Labyrintus Dinosaures, 2022, Janod
- Disparition à Paris, le jeu, 2023, Deux Coqs d'Or (Steffanie Yeakle seulement)
- Jeu promotionnel pour Les Royaumes de Feu, 2024, Gallimard
- Harry Potter : défense contre les forces du mal, 2024, Gallimard
- Détective Charlie : Calendrier de l'Avent, 2024, IELLO/LOKI
- Détective Charlie : Enquête au musée, 2024, IELLO/LOKI et Éditions Fleurus